# Siedlung Jeruzalem (Amsterdam)

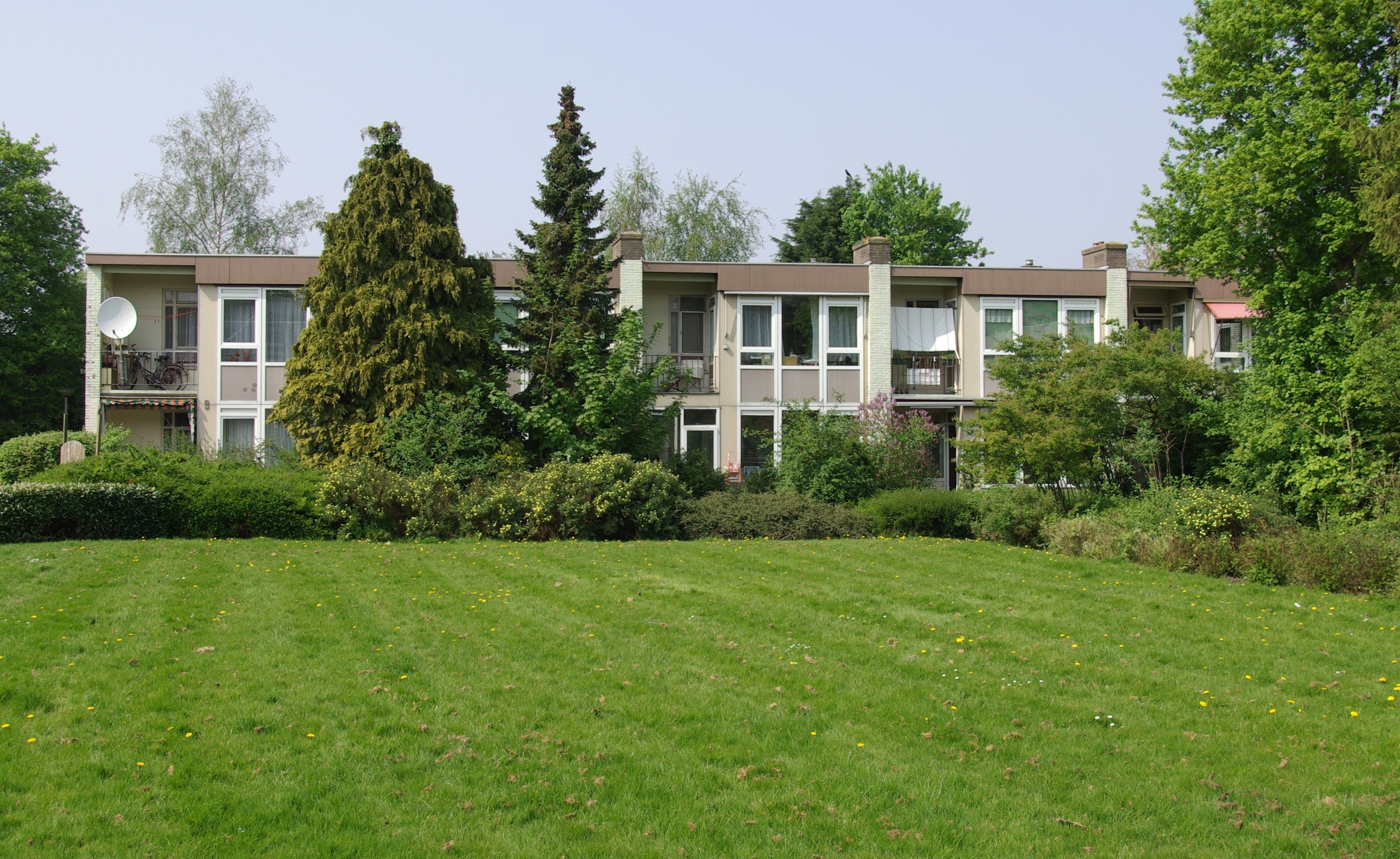
Siedlung Jeruzalem, 2011

Die Siedlung Jeruzalem ist eine 1950 bis 1954 errichtete Reihenhaussiedlung in der Gartenstadt (niederländisch Tuindorp) Frankendael im Stadtviertel Watergraafsmeer, das zum Stadtbezirk Amsterdam-Oost gehört. Sie wurde in der zweiten Hälfte der 1940er Jahre konzipiert und gehörte zu den ersten Stadterweiterungen Amsterdams nach dem Zweiten Weltkrieg. 2007 wurde die Wohnsiedlung, die aufgrund ihrer Flachdächer und weißen Fassaden im Volksmund den Namen Jerusalem erhielt, in die Top 100 der niederländischen Denkmäler 1940–1958 aufgenommen, seit 2010 ist sie Rijksmonument.

## Geschichte

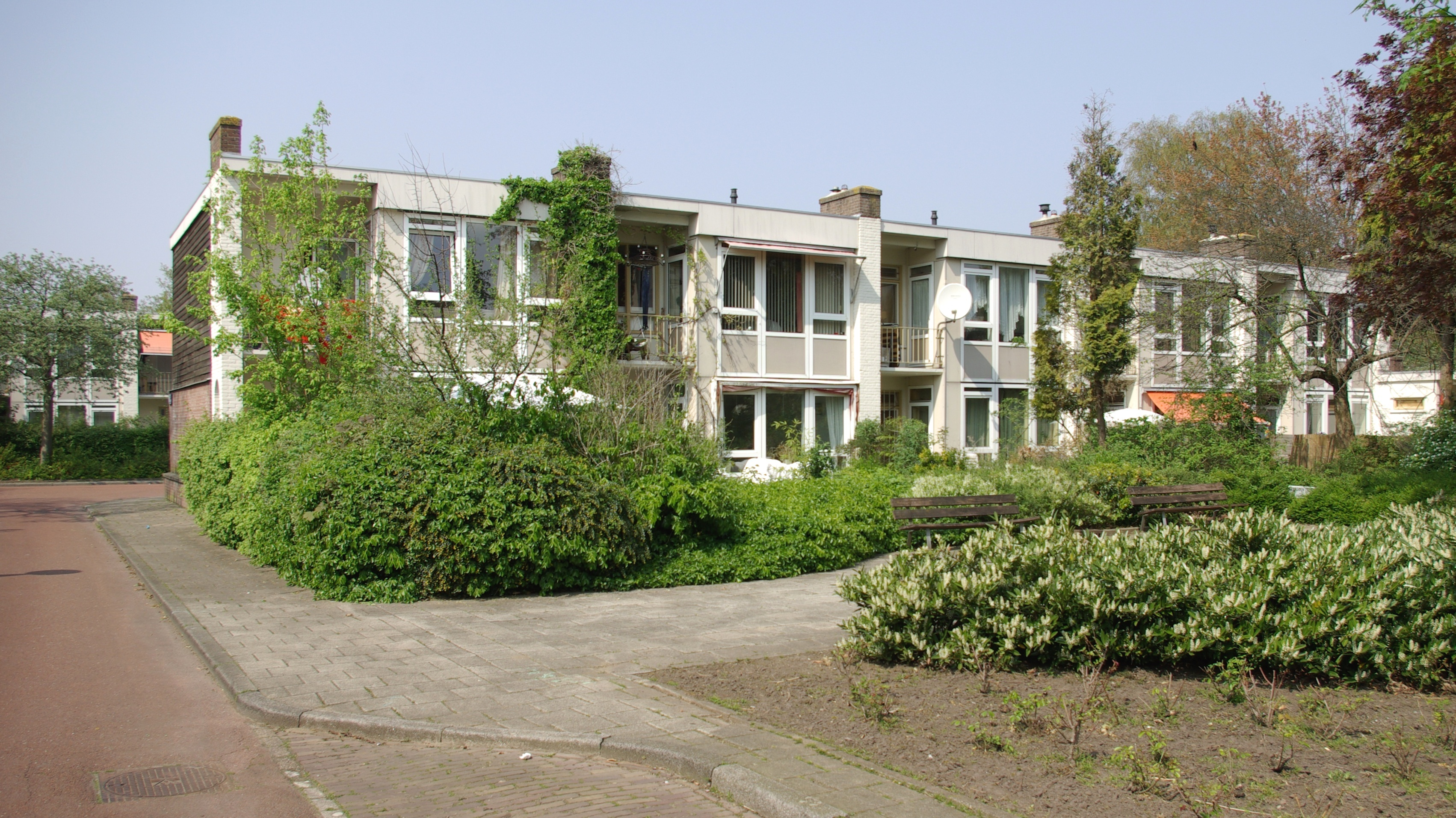
Siedlung Jeruzalem, 2011

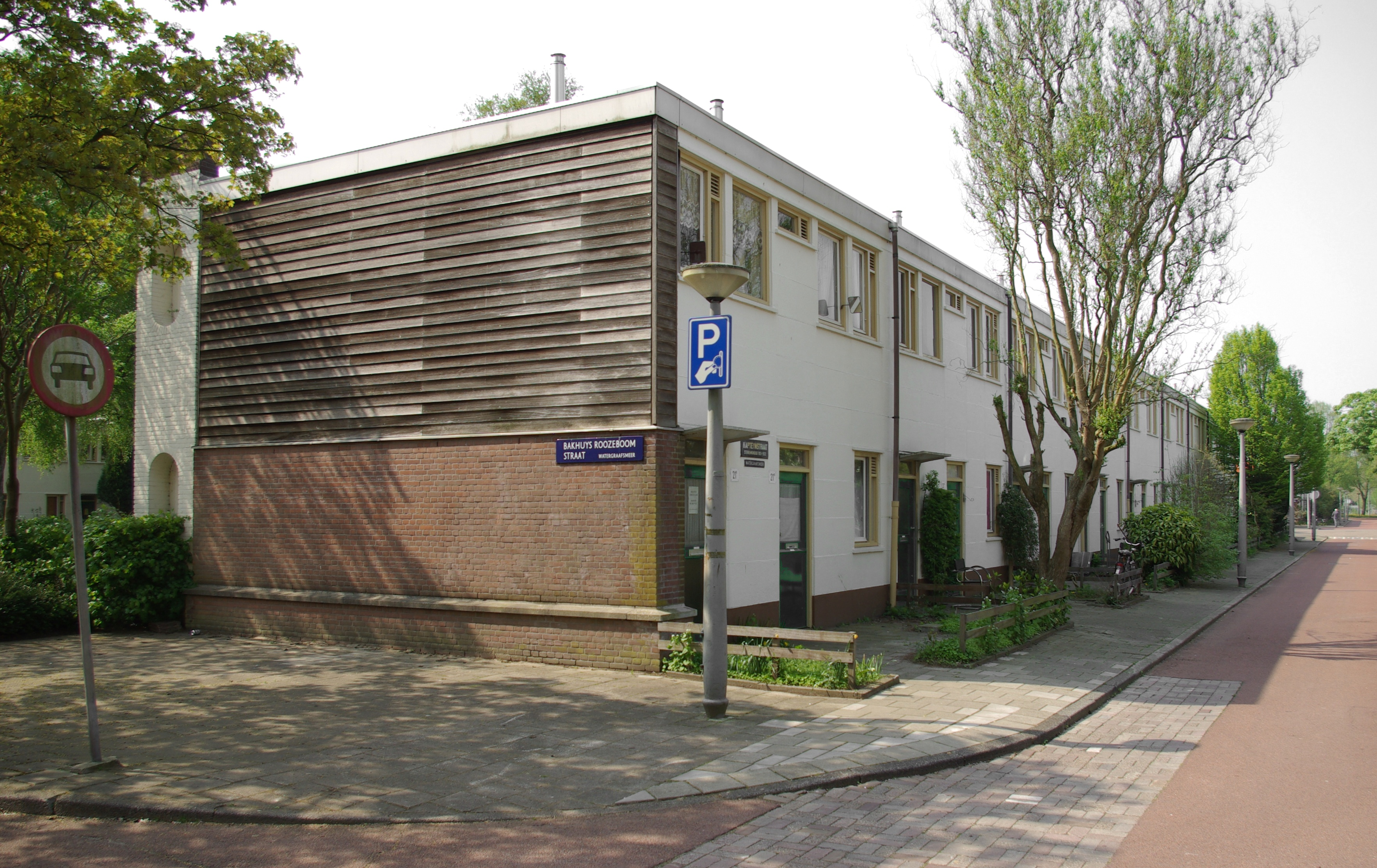
Siedlung Jeruzalem, 2011

Die Bebauung des damaligen Stadtteils Watergraafsmeer war bereits ab 1935 in den Plänen zur Stadterweiterung Amsterdams vorgesehen. Aufgrund des Zweiten Weltkrieges standen der Gemeinde Amsterdam erst 1947 die ausreichenden Mittel zur Verfügung, um mit der Planung der Gartenstadt Frankendael, südöstlich eines gleichnamigen Palais aus dem 18. Jahrhundert, zu beginnen. 1950 bis 1954 entstanden die ersten Reihenhausblöcke. In der Nachbarschaft entstanden in den folgenden Jahren noch weitere Gebäude mit ähnlicher Architektur.
2007 wurde die Jeruzalem, wie die Siedlung inzwischen genannt wurde, in die vom damaligen Minister für Bildung, Kultur und Wissenschaft Ronald Plasterk vorgestellte Top 100 der niederländischen Denkmäler 1940–1958 aufgenommen. Am 11. Februar 2010 besuchte der Minister das Stadtviertel, um der Siedlung offiziell den Status Rijksmonument zu verleihen. Jeruzalem ist das erste Wohngebiet der Nachkriegszeit in den Niederlanden, das als städtebauliches Gesamtkonzept unter Denkmalschutz gestellt wurde. Der Status umfasst die sechs nordwestlich gelegenen L-förmigen Reihenhausblöcke einschließlich Grünanlagen sowie einer Schule in doppelter H-Form.
Seit 1992 erstellten die Wohnungsbaugesellschaften Rochdale und De Key mehrere Konzepte zur Erneuerung beziehungsweise zum Abriss der Siedlung. Engagierte Bewohner verhinderten dies und einigten sich erst im Jahr 2008 mit den Eigentümern auf einen Kompromiss, der den Erhalt und die Sanierung der sechs denkmalgeschützten Reihenhaus-Parzellen mit 391 Wohnungen vorsah. Andere Blöcke sollten modernen Neubauten mit insgesamt 455 Wohnungen weichen. Im November 2010 wurde bekannt, dass die ab 2011 geplanten Bau- und Abrissarbeiten aus finanziellen Gründen vorläufig nicht ausgeführt werden können.

## Architektur

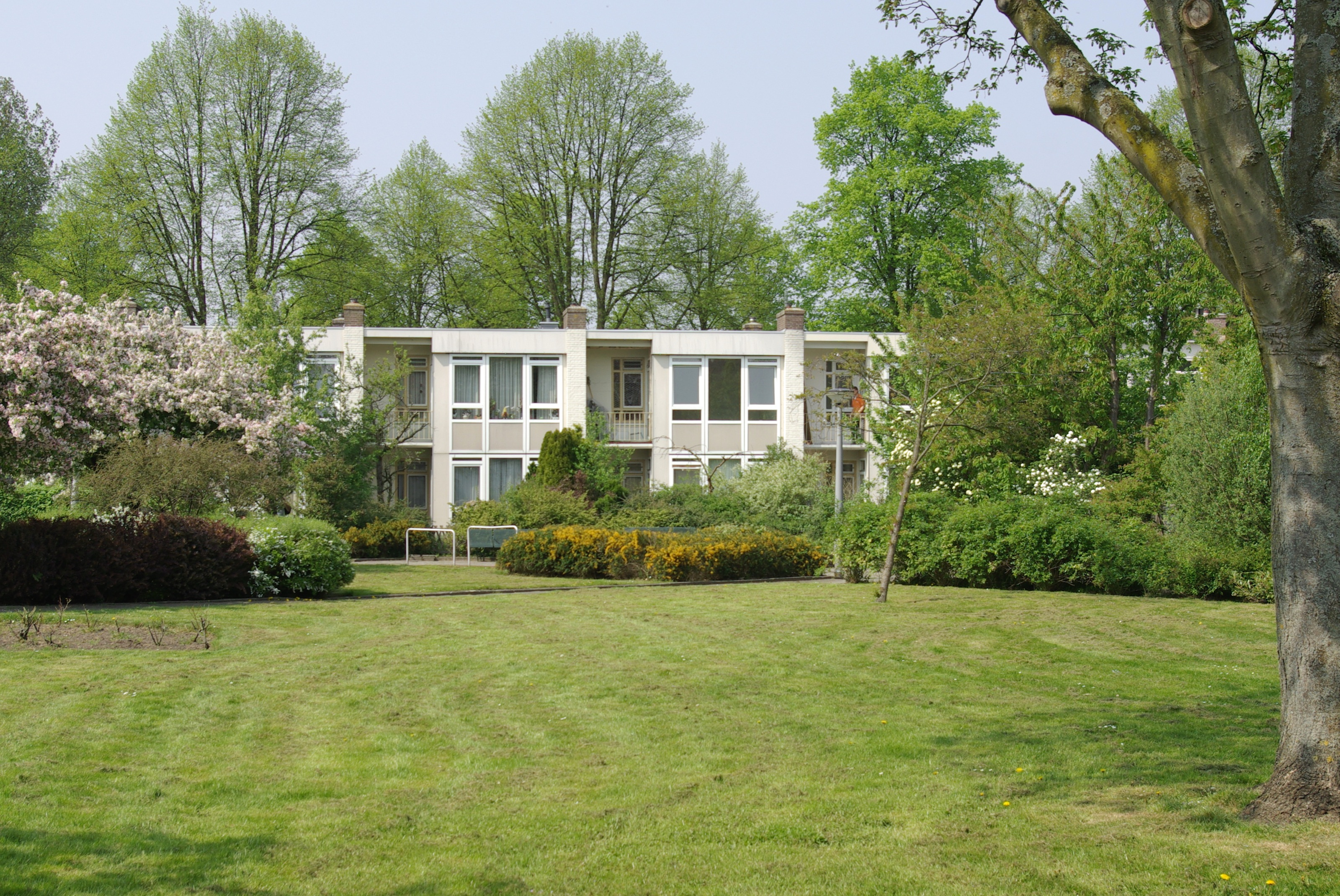
Siedlung Jeruzalem, 2011

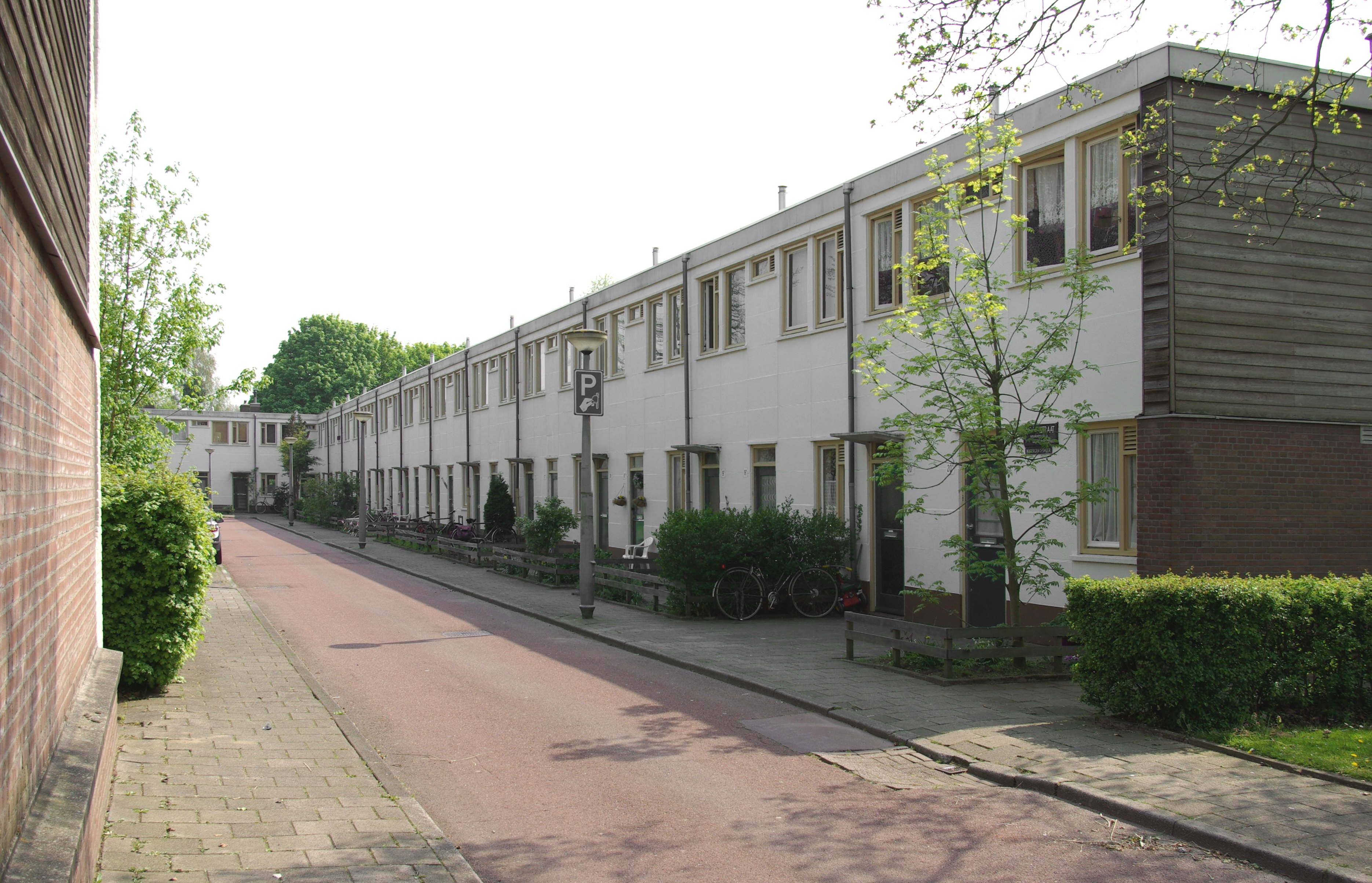
Siedlung Jeruzalem, 2011

Bereits in der ab 1935 geplanten Stadterweiterung spielte eine rationelle und organische Bebauung in einer grünen Umgebung eine zentrale Rolle. Die erst in den Jahren 1947 bis 1949 ausgeführte Planung der Gartenstadt Frankendael wurde von den Architekten und Städteplanern Cornelis van Eesteren, Jakoba Mulder, Ben Merkelbach, Ch. J. F. Karsten, P. J. Elling und M. Stam übernommen. Die Gartenarchitektur gestaltete Mien Ruys, die Spielplätze entwarf Aldo van Eyck.
In der Gartenstadt Frankendael entschied man sich letztlich für den Bau von rechteckigen Gartenanlagen, um die jeweils zwei L-förmige Reihenhäuser angeordnet waren. Die Bauweise, mit der eine optimale Ausnutzung der Sonneneinstrahlung erreicht wurde, fand bis in die 1960er Jahre in vielen Neubaugebieten der Niederlande Verwendung. Außerdem war Jeruzalem eine der ersten Systembausiedlungen aus industriell vorgefertigten Montageteilen aus Porenbeton (Montagesystem: Dotremont-Ten Bosch).
Aufgrund der Wohnungsnot nach dem Krieg, bestanden die Reihenhäuser aus sogenannten Duplex-Wohnungen, Einfamilienwohnungen, die in zwei kleine Wohnungen unterteilt wurden. Im Obergeschoss befand sich eine, für eine Familie mit Kindern vorgesehene, Dreizimmerwohnung mit einer Größe von gerade 40 m². Im Erdgeschoss lag eine Zweizimmerwohnung mit 30 m² für kinderlose, meist ältere Ehepaare.
Nach den ursprünglichen Plänen sollten die Wohnungen nach etwa zehn Jahren wieder zusammengefügt werden, was bisher jedoch nur mit einem kleinen Teil der Häuser geschah. Die Holz- und Klinkerverkleidungen an den Enden der Häuserzeilen stammen von einer Renovierung in den 1980er Jahren, bei der man sehr unsorgfältig mit der originalen Bausubstanz umging. So wurden unter anderem die Dachränder verändert und Fensterrahmen aus Kunststoff eingesetzt. Bei der geplanten Renovierung der denkmalgeschützten Häuserblöcke soll die ursprünglichen Gebäude- und Gartenarchitektur wiederhergestellt werden.